# ماجراهای راف و ردی
ماجراهای راف و ردی (انگلیسی: The Ruff and Reddy Show) اولین محصولِ کارتونیِ هانا-باربرا است که در سال ۱۹۵۷ میلادی از شبکهٔ تلویزیونی ان‌بی‌سی پخش شد.
داستان این مجموعهٔ کارتونی دربارهٔ یک گربهٔ باهوش و مصمم به‌نام «راف» و یک سگ شجاع، خوش‌طینت و کمی خِنگ به‌نام «رِدی» و ماجراهایی است که برای آنان پیش می‌آید.